# 卯木照邦
卯木 照邦（うき てるくに、1943年〈昭和18年〉 - ）は、群馬県高崎市出身の武道家、日本犬の専門家。現在、一剣会羽賀道場第三代目会長を務めるとともに過去には公益社団法人日本犬保存会専務理事だった。
中学生で剣道と出会い、高校時代にはインターハイに出場する。高校時代から羽賀準一の指導を仰ぐために高崎から羽賀道場に通い始めるが、速さと巧さの剣道にどっぷり浸かっていた卯木は、大きく異なる羽賀の古流剣道に最初は戸惑ったという。法政大学進学後も剣道部に入部するとともに羽賀道場に通い羽賀の訓導を受ける。羽賀の没後は、門弟たちにより設立された一剣会羽賀道場に加わるとともに、生涯を剣道に捧げることを決心し、稽古場である日本武道館近くの飯田橋に定食屋を開き剣道を第一とした生活を始め現在にいたる。学生時代から造詣の深かった日本犬の研究、飼育に没頭している。
日中平和友好条約締結時には、当時一剣会羽賀道場会長を務めていた外務大臣園田直の要請で親善使節団の一員として中華人民共和国にて剣道演武を行った。近年では、海外における稽古活動や山本寛斎の「KANSAI SUPER SHOW アボルダージュ」にて門弟たちとともに居合の演武を行うなどの精力的な活動を行っている。
沖縄から上京したての若かりし具志堅用高を下宿させていたこともあり、卯木が日本武道館で稽古をしている間、具志堅は皇居の周りをロードワークしていた。具志堅の世界戦のセコンドを務めたこともある。